# Bras de Gravelle
Le bras de Gravelle ou petit bras est un bras secondaire de la Marne d'une longueur de 3 kilomètres  entièrement situé à Saint-Maurice.

## Tracé

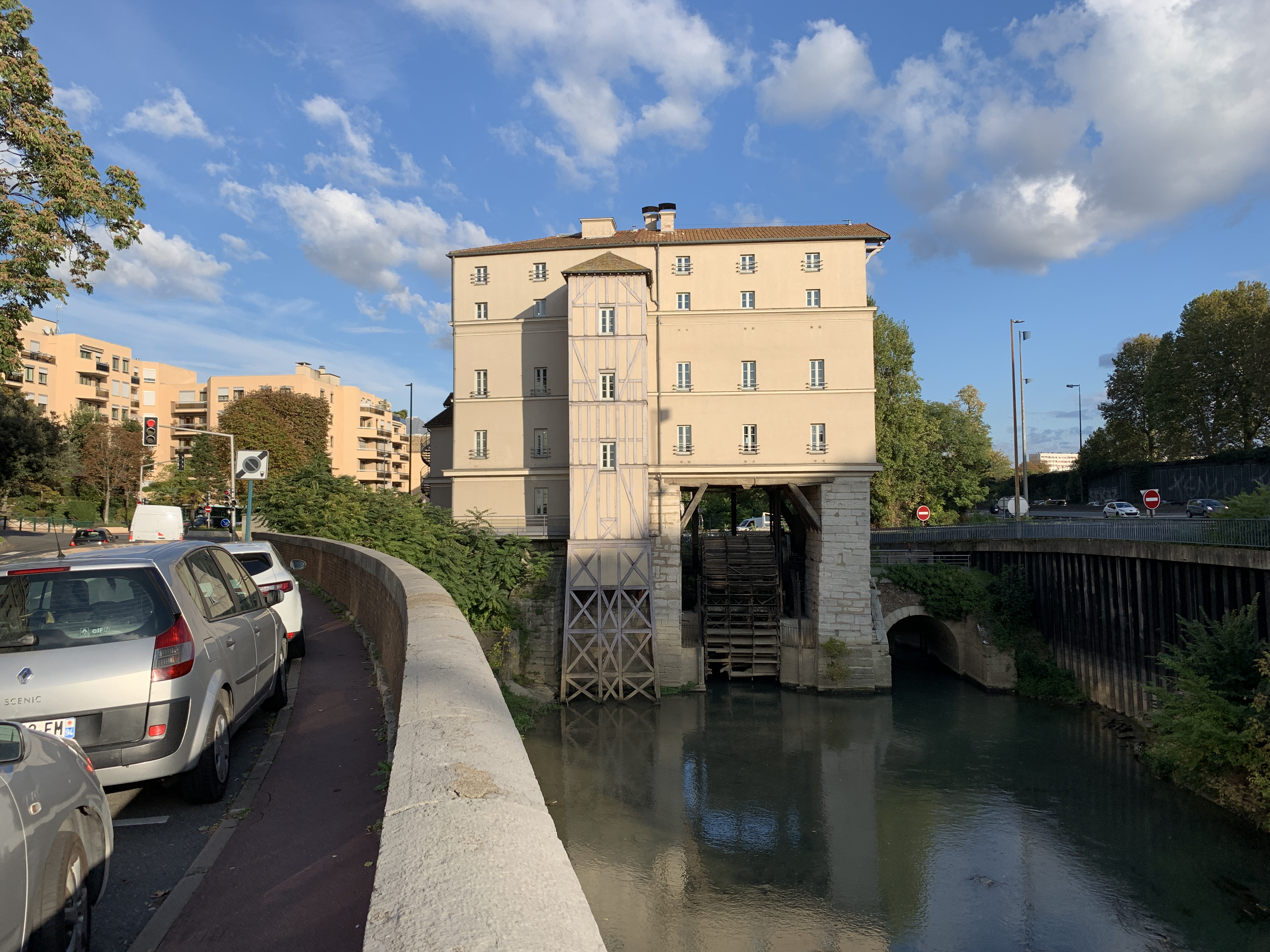
Le bras de Gravelle sous le moulin de la Chaussée

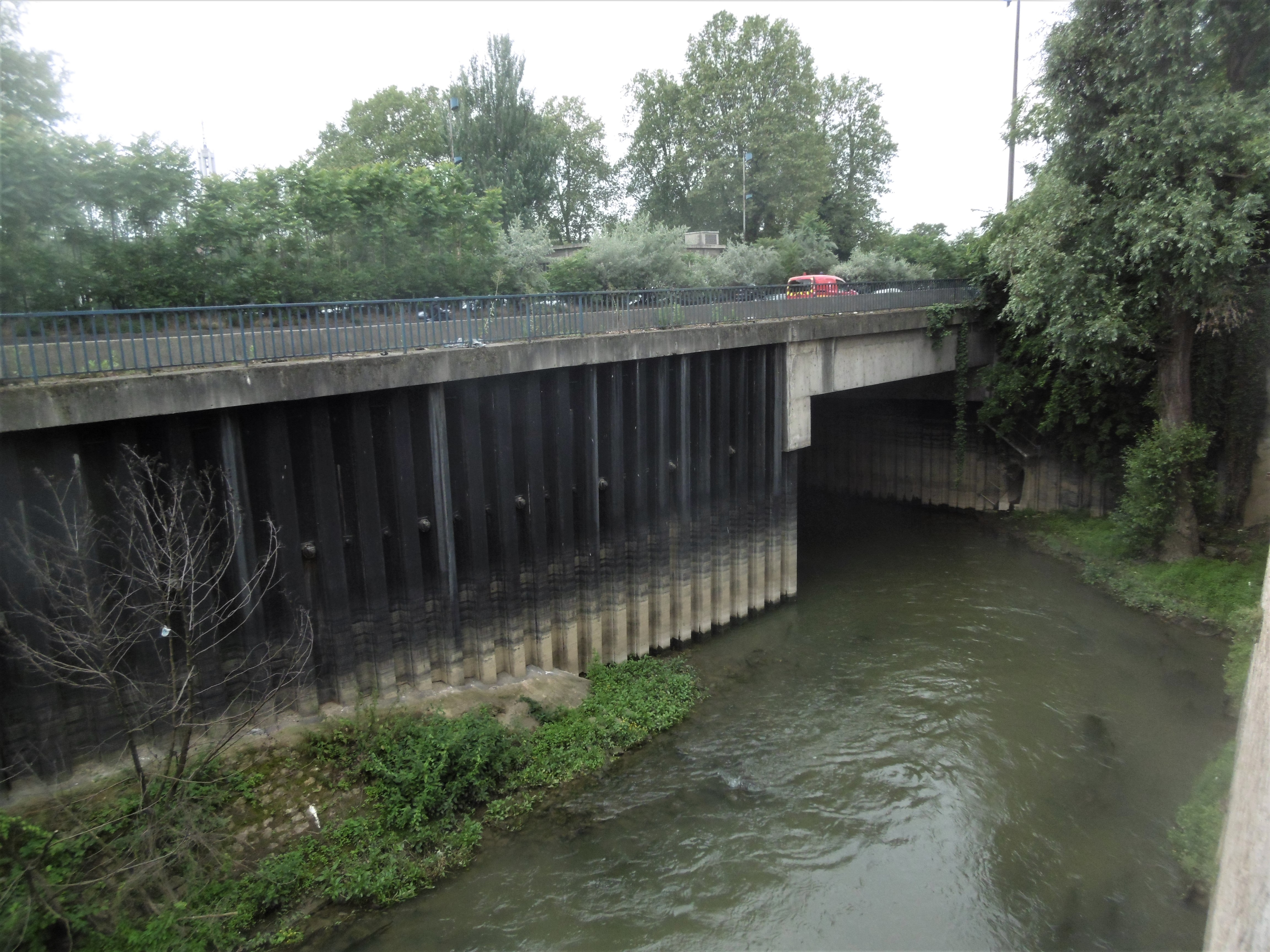
Bras de Gravelle sous l'ancien pont-canal (actuellement sous l'A4)

Le bras de Gravelle est parallèle sur la plus grande partie de son parcours à la rue du Maréchal Leclerc au nord et à l’autoroute A4 au sud.
Il débute en amont sur la Marne entre l’île des Corbeaux et l'écluse de Saint-Maur perpendiculairement à la rivière. Le petit bras passe entre le quai Bir-Hakeim et la place de l'Écluse sous un pont qui était un pont-canal avant le remblaiement du canal de Saint-Maurice au début des années 1950. Il vire à gauche et passe derrière l'église des Saints-Anges Gardiens. Au-delà, son cours est souterrain sur une distance d'1 kilomètre sous l'échangeur autoroutier et un peu au-delà. Le cours d'eau revient à l'air libre derrière les maisons de la rue du Maréchal-Leclerc, passe sous le Moulin-Rouge, sous le Moulin de la Chaussée et aboutit à son confluent sur la Marne  entre le pont de Charenton et l’écluse de Saint-Maurice en passant par un pont sous l'autoroute, à l'emplacement d'un ancien pont-canal.

## Histoire
Avant le creusement du canal de Saint-Maurice, le petit bras était séparé du bras principal de la Marne par un chapelets d’îles, principalement l’île Martinet en aval près du confluent avec la Seine, l’île des Corbeaux en amont. Ce bras alimentait plusieurs moulins, moulin de la Chaussée, moulin rouge, moulin des prés et moulin des Corbeaux.
Le bras de Gravelle était longé par ce canal de son ouverture en 1864  jusqu’à son remblaiement vers 1950. Son cours aval le long de l’île Martinet ayant été remplacé par ce canal  dont le bief unique surplombe les deux  bras, principal et de Gravelle, cette modification a nécessité  la construction au débouché du bras de Gravelle sur la Marne d’un pont-canal situé à mi-distance entre le  pont de Charenton et le moulin de la Chaussée. Après le remblaiement du canal en 1953-1954, cet ouvrage d’art est remplacé par un pont routier (route nationale 4) puis autoroutier (A 4).
A l’autre extrémité, un pont canal a également été établi sur la partie du bras orientée vers son confluent amont. Ce deuxième pont-canal est l’actuel pont routier  entre la place de l’écluse et l’allée Bir Hakeim.

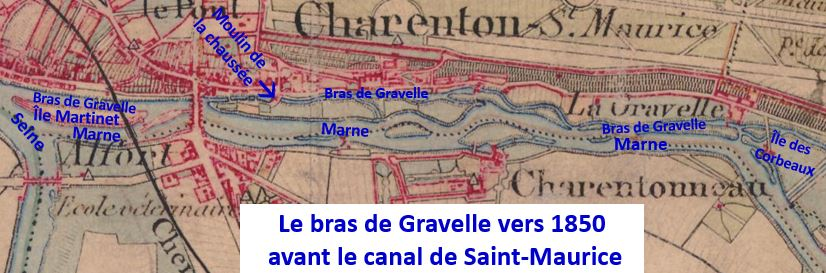

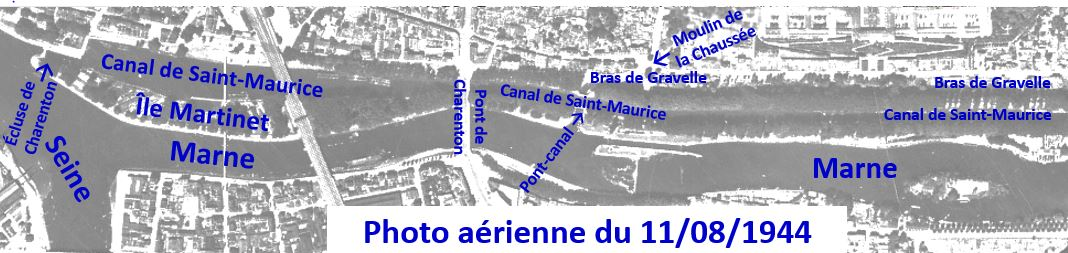